# Echinocereus ortegae
Echinocereus ortegae (alicoche de Tamazula) es una especie endémica de alicoche perteneciente a la familia Cactaceae que se distribuye en Durango, Sinaloa y Sonora en México. La palabra ortegae es un epónimo en honor a Jesús González Ortega, botánico mexicano.

## Descripción
Crece formando agrupaciones de muchos tallos de hasta 30 cm de ancho. Los tallos son cilíndricos, de color verde y de 10 a 40 cm de alto y de 3 a 4 cm de ancho. Tiene de 10 a 16 costillas tuberculadas. Posee de 3 a 6 espinas centrales de color blancuzco a pardo, de 9 a 22 mm de largo. Tiene de 10 a 15 espinas radiales de 8 mm de largo. La flor crece en la periferia de los tallos, es de forma tubular funeliforme, de color escarlata y mide de 7 a 10 cm de largo y de 5 a 10 cm de ancho. El fruto que produce es ovoide de color verde con pula blanca en su interior.

## Distribución y hábitat
No se conoce en su totalidad su área de distribución, sin embargo, se conocen poblaciones en los estados de Durango, Sinaloa y Sonora. Habita sobre pendientes rocosas. Necesita poca agua para su riego, y suelos porosos con buen drenaje para su crecimiento.

## Estado de conservación
No se tiene conocimiento de amenazas para las poblaciones de la especie debido al poco conocimiento de su identidad taxonómica, área de distribución y a la ecología de sus poblaciones.